# Barichneumonites manilae
Barichneumonites manilae är en stekelart som först beskrevs av William Harris Ashmead 1905.  Barichneumonites manilae ingår i släktet Barichneumonites och familjen brokparasitsteklar. Inga underarter finns listade.